# Karl Vogler
Karl Vogler, né le 24 mars 1962 à Sarnen (originaire de Lungern), est une personnalité politique suisse, membre du Parti chrétien-social d'Obwald (CSP-OW) et conseiller national de 2011 à 2019.

## Biographie
Né le 24 mars 1962 à Sarnen (OW), Karl Vogler grandit à Bürglen, localité de la commune de Lungern, dont il est aussi originaire.
Après sa maturité gymnasiale, il étudie le droit à l’Université de Fribourg et à l’Université de Paris 1 Panthéon-Sorbonne et obtient sa licence en 1980.
Il exerce ensuite le métier d'avocat-notaire.

## Carrière politique
De 1986 à 1990, il est conseiller municipal de Lungern, chargé du département de la construction. De 2002 à 2009, il est député au Grand Conseil et chef du groupe CSP à partir de 2006.
Il se présente avec succès aux élections au Conseil national en 2011, contre le sortant UDC Christoph von Rotz (8 896 voix contre 6 739). Sa candidature est soutenue par un comité interparti regroupant le PLR, le PDC et le PS. Il est réélu en 2015 avec 65,5 % des voix.
Il fait partie du groupe parlementaire «Chrétien & Évangélique» (CE) lors de la 49e législature, puis du groupe « Chrétien » (C) lors de la 50e. Il siège au sein de la Commission des affaires juridiques (CAJ) et de la Commission de l'environnement, de l'aménagement du territoire et de l'énergie (CEATE).
Il ne se représente pas aux élections fédérales de 2019.